# NGC 7754A
NGC 7754A (другое обозначение — PGC 72509) — линзообразная галактика (S0) в созвездии Водолей.
Этот объект не входит в число перечисленных в оригинальной редакции «Нового общего каталога» и был добавлен позднее.